# Madang, Jiangxi
Madang är en köpinghuvudort i Kina. Den ligger i provinsen Jiangxi, i den sydöstra delen av landet, omkring 160 kilometer nordost om provinshuvudstaden Nanchang. Antalet invånare är 33 978. Befolkningen består av 17 003 kvinnor och 16 975 män. Barn under 15 år utgör 19,0 %, vuxna 15-64 år 73 %, och äldre över 65 år 7,0 %.